# Chelonus myartsevae
Chelonus myartsevae är en stekelart som först beskrevs av Vladimir Ivanovich Tobias 2001.  Chelonus myartsevae ingår i släktet Chelonus och familjen bracksteklar. Inga underarter finns listade i Catalogue of Life.